# Roata de Jos (gmina)
Roata de Jos – gmina w Rumunii, w okręgu Giurgiu. Obejmuje miejscowości Cartojani, Roata de Jos, Roata Mică i Sadina. W 2011 roku liczyła 8296 mieszkańców. 